# Europejskie Centrum Solidarności
Europejskie Centrum Solidarności (ECS) – instytucja z siedzibą w Gdańsku, powołana na podstawie umowy z dnia 8 listopada 2007 w sprawie utworzenia i prowadzenia wspólnej instytucji kultury pod nazwą Europejskie Centrum Solidarności, zawartej między Ministrem Kultury i Dziedzictwa Narodowego, Województwem Pomorskim, Miastem Gdańsk, Niezależnym Samorządnym Związkiem Zawodowym „Solidarność” i Fundacją Centrum Solidarności.

## Opis

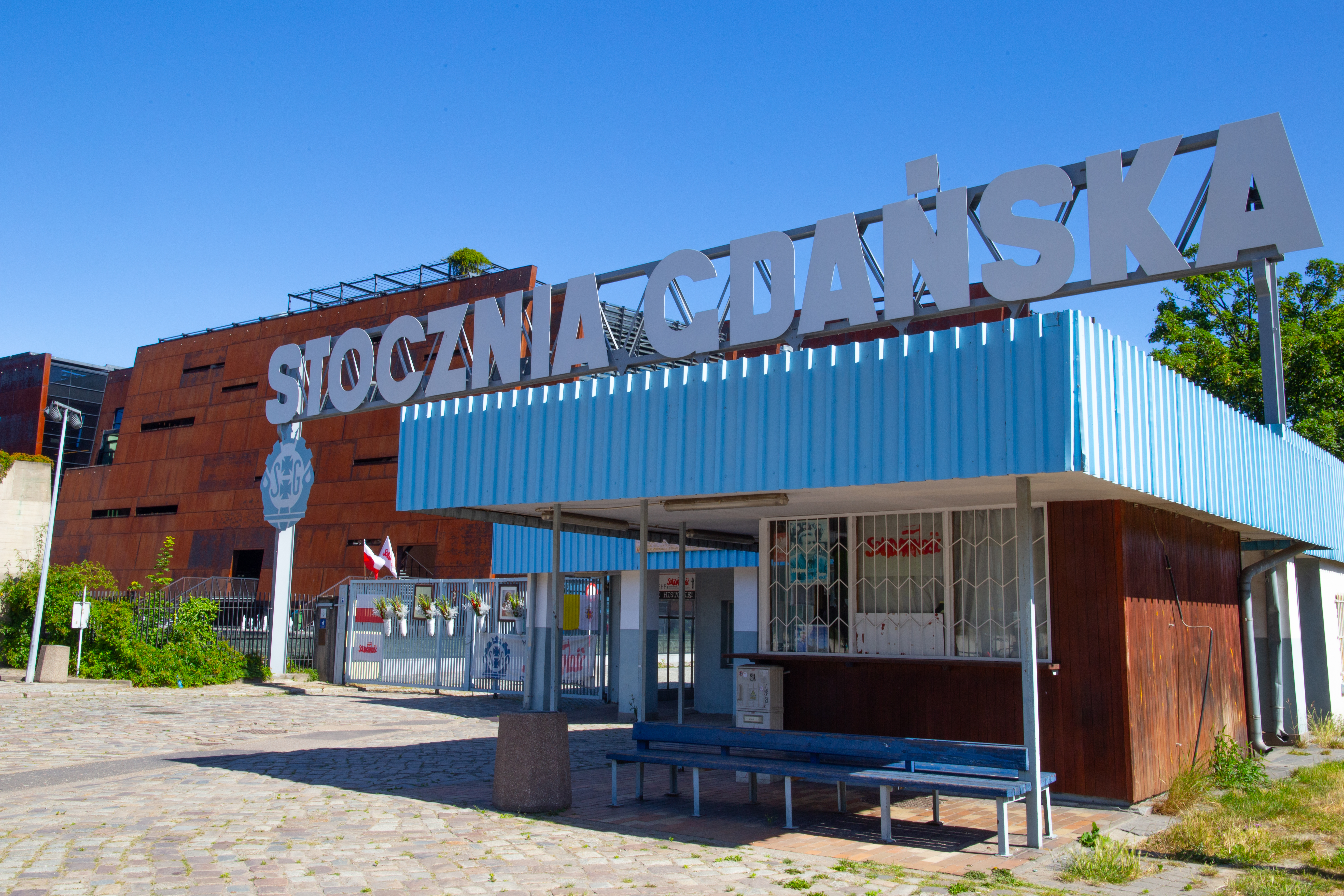
Brama nr 2 Stoczni Gdańskiej, 2025

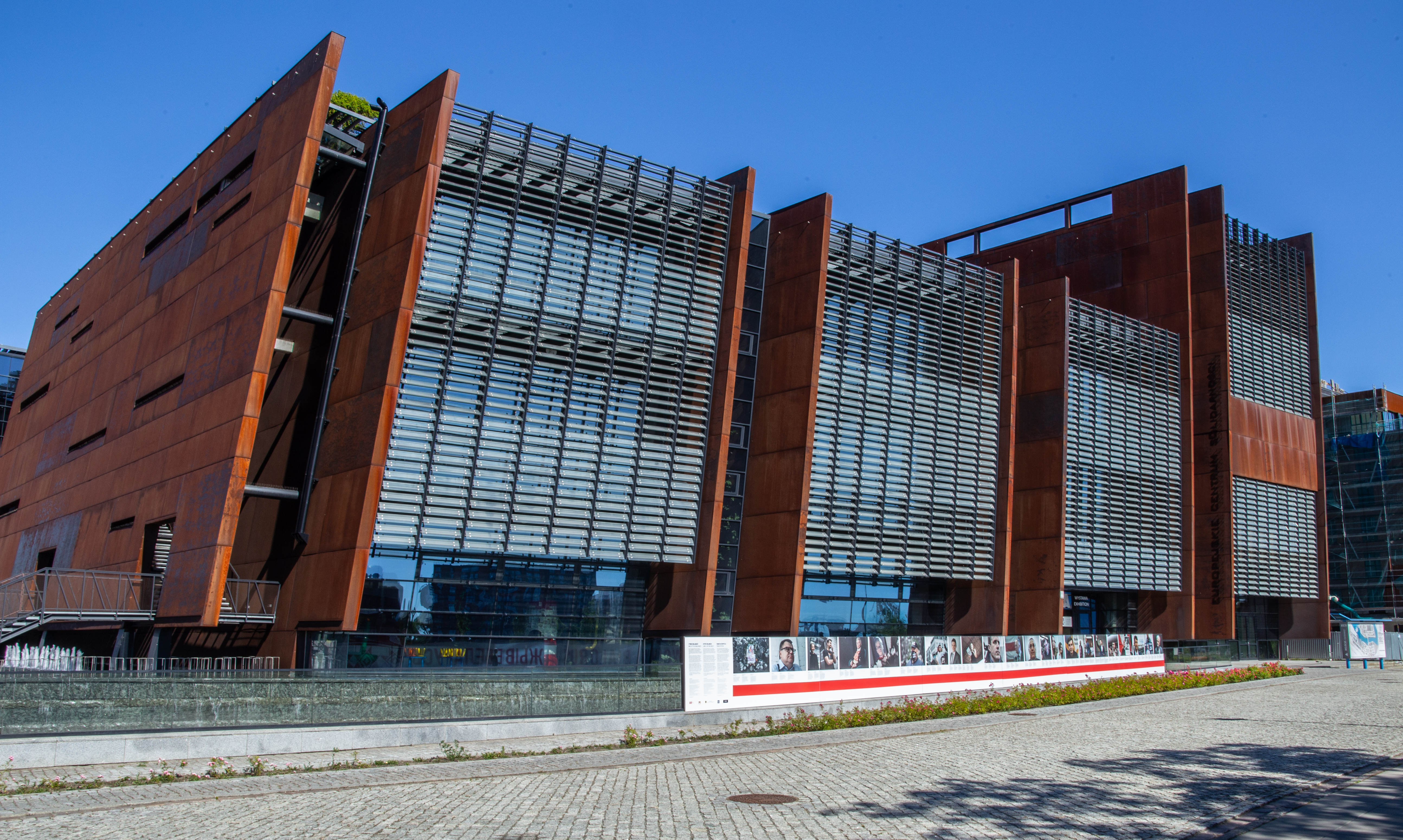
Europejskie Centrum Solidarności, 2025

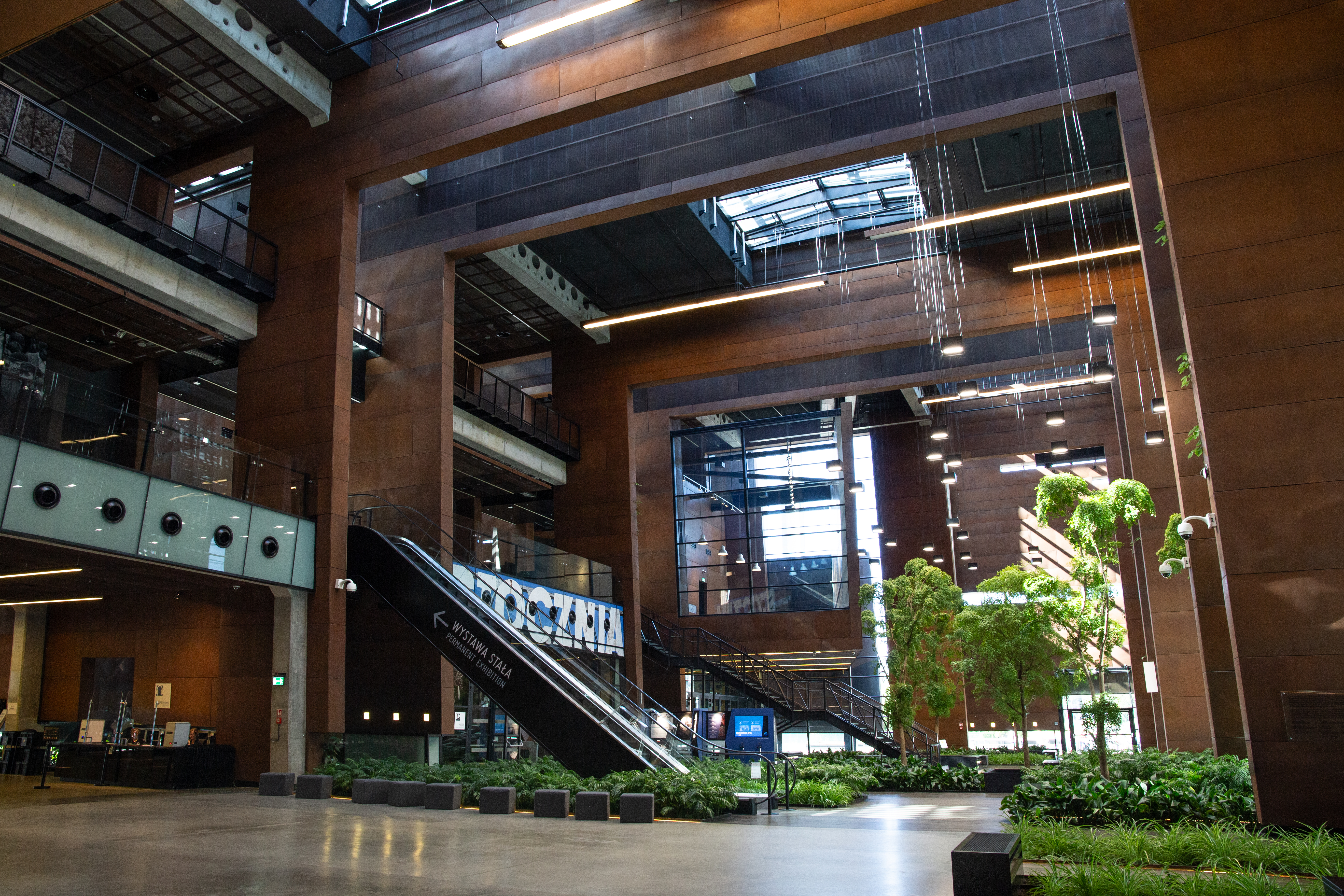
Wnętrze Europejskiego Centrum Solidarności, 2025

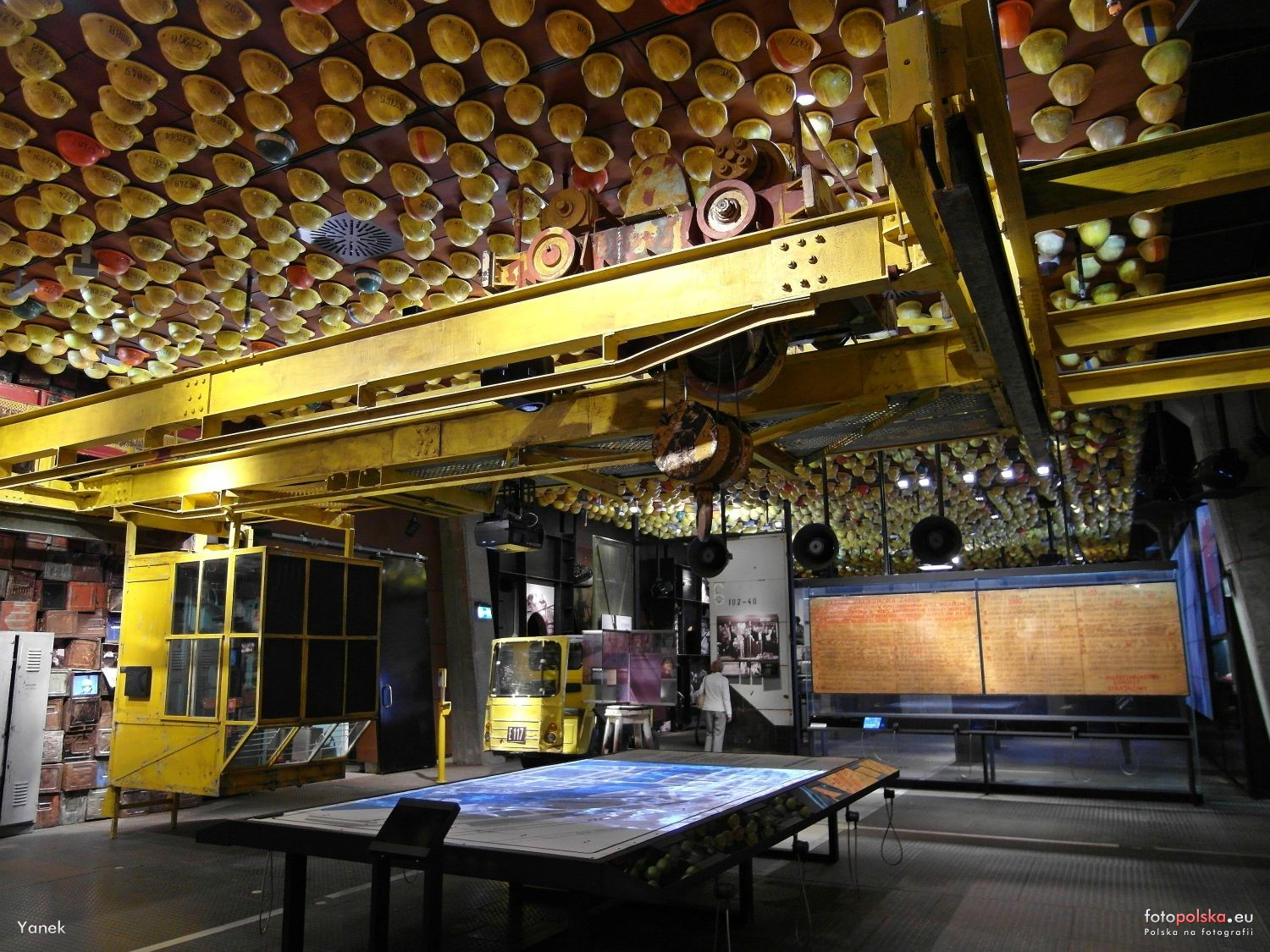
Sala A wystawy stałej z tablicami 21 postulatów

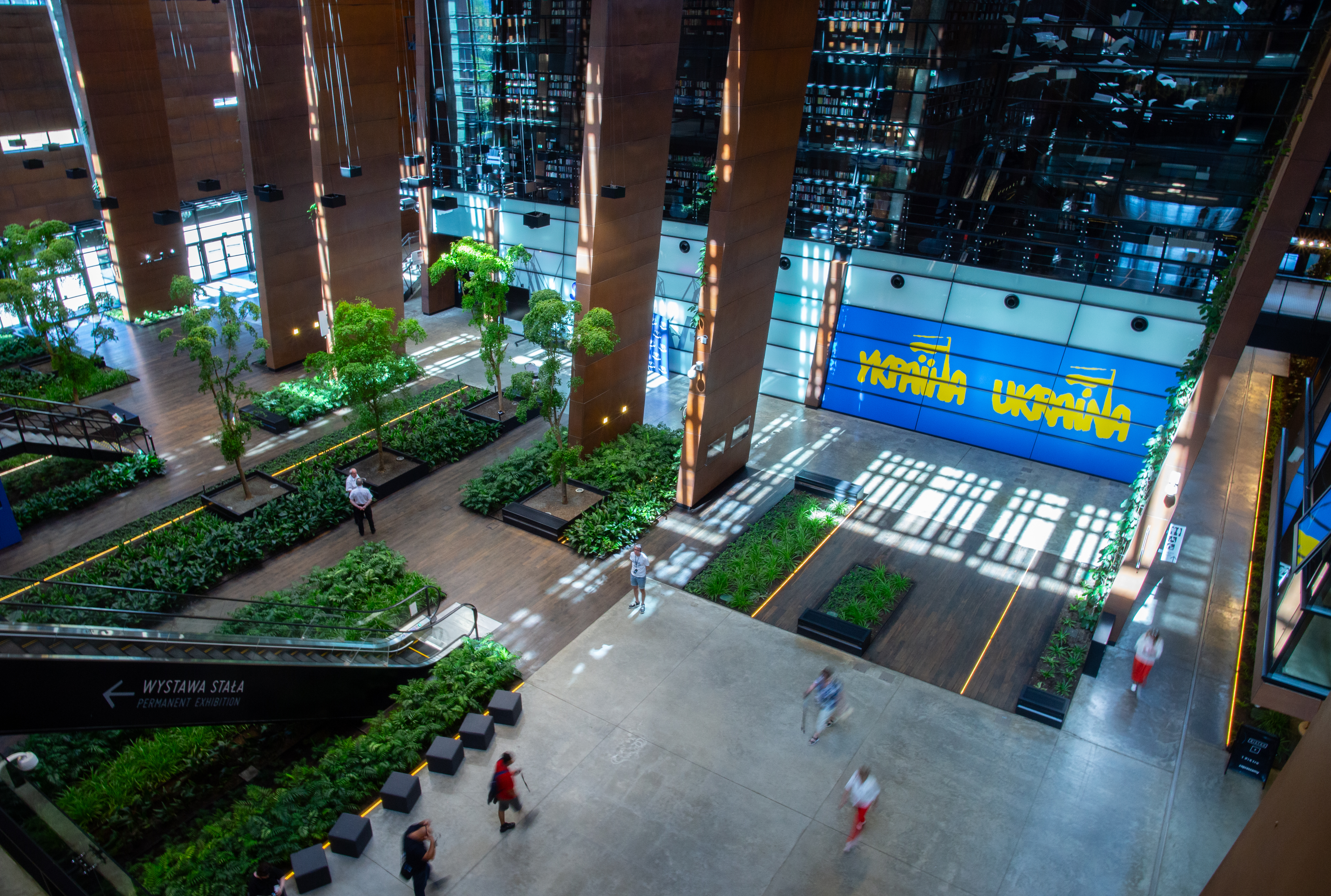
Ogród zimowy w Europejskim Centrum Solidarności, 2025

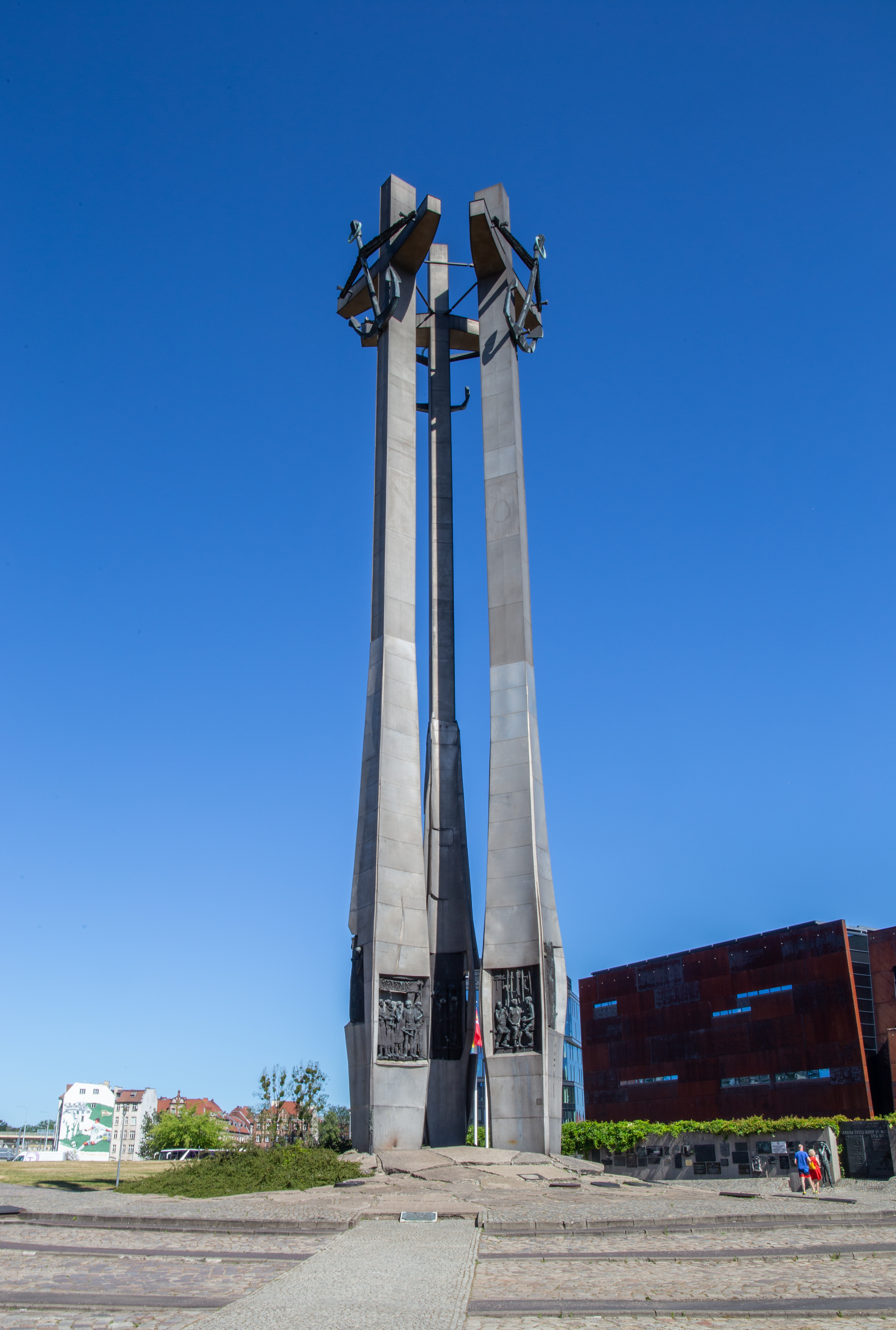
Pomnik Poległych Stoczniowców 1970, Gdańsk, pl. Solidarności

Celem działalności Centrum jest „upowszechnienie dziedzictwa „Solidarności” w Polsce i innych krajach oraz czynne uczestnictwo w budowie tożsamości europejskiej”.
Centrum kieruje dyrektor, powołany na czteroletnią kadencję. Przy Centrum działa 16-osobowa Rada powoływana również na czteroletnią kadencję. Członkowie Rady pełnią swoją funkcję społecznie bez wynagrodzenia. Przy Centrum działa także Kolegium Historyczno-Programowe. Nadzór nad Centrum sprawuje Prezydent Miasta Gdańska.
Centrum ma stać się środkowoeuropejską agorą wymiany poglądów nad problemem sprawiedliwości społecznej. Aktualnie Europejskie Centrum Solidarności prowadzi działalność edukacyjną, naukową, wydawniczą oraz wystawienniczą (np. wystawa „Drogi do Wolności” oraz wystawy czasowe i plenerowe).
Siedziba Centrum o powierzchni 25 349,75 m² powstała w Gdańsku, w dzielnicy Młyniska, na obszarze Młodego Miasta przy placu Solidarności, w pobliżu Bramy nr 2 i Pomnika Poległych Stoczniowców. Obiekt zajmuje powierzchnię około jednego hektara i posiada 5 pięter oraz podziemny parking o 286 miejscach. Ukończenie budowy nastąpiło rok później w stosunku do tego, co zostało założone podczas podpisywania umowy z firmą Polimex-Mostostal jesienią 2010 roku. Projekt został wybrany drogą konkursu spośród 58 prac. Konkurs architektoniczny wygrał zespół z pracowni Fort z Gdańska, w składzie: Wojciech Targowski, Paweł Czarzasty, Piotr Mazur, Antoni Taraszkiewicz. Koszt budowy wyniósł 231,1 mln zł. Otwarcie nastąpiło 30 sierpnia 2014.
Do nowego budynku przygotowano ekspozycję stałą, która w przestrzeni sześciu sal przedstawia współczesną historię Polski, powstanie ruchu solidarnościowego oraz jego dziedzictwo. Nad wystawą pracował zespół ECS, a jej aranżacją zajmowało się Studio 1:1, wyłonione na drodze konkursu. Oprócz wystawy stałej w siedzibie Centrum mieszczą się: archiwum, biblioteka, mediateka, sala wielofunkcyjna. Na parterze budynku, swobodnie dostępnym, znajdują się: całoroczny ogród oraz księgarnia, sklep z pamiątkami i kawiarnia. Oprócz Europejskiego Centrum Solidarności w budynku siedziby mają także organizacje pozarządowe.
Szacuje się, że koszt rocznego utrzymania obiektu wynosić będzie 13,5 mln zł, przy przychodach około 2 mln zł. Szacowana roczna liczba osób odwiedzających to 268 tys. gości.
Przez dwa miesiące po otwarciu wnętrza ECS-u można było zwiedzać za darmo. W tym czasie obiekt odwiedziło ok. 110 tysięcy osób (pierwszego dnia zwiedzania – 12 tys. osób). Natomiast licząc od momentu otwarcia (30 sierpnia 2014) do końca marca 2015 obiekt zwiedziło ponad 140 tys. osób, a łącznie w pierwszym roku działalności – 300 tys. osób.
Od 2015 w budynku mieści się biuro pierwszego przewodniczącego „Solidarności” oraz pierwszego Prezydenta III RP wybranego w wolnych wyborach Lecha Wałęsy.
W 2019 za prowadzenie szerokiej działalności edukacyjno-konferencyjnej skierowanej do odbiorców na całym świecie, za inspirację również tych, którzy dziś nie żyją w społeczeństwach otwartych i demokratycznych Europejskie Centrum Solidarności otrzymało Medal św. Wojciecha.
Do 2022 pod głównym wejściem do budynku znajdowała się instalacja „Bramy”, która powstała w 2000. 

## Dyrektorzy
- Maciej Zięba (2007–2010)
- Basil Kerski (od 2011)

## Władze[9]
- Basil Kerski – dyrektor
- Patrycja Medowska – zastępca dyrektora ds. kultury obywatelskiej
- Magdalena Mistat – zastępca dyrektora ds. komunikacji i strategii
- dr Przemysław Ruchlewski – zastępca dyrektora ds. naukowych i zbiorów

## Rada Europejskiego Centrum Solidarności[10]
- przedstawiciele prezydenta Gdańska
  - Aleksandra Dulkiewicz (wiceprzewodnicząca Rady ECS)
  - Władysław Frasyniuk
  - prof. Ireneusz Krzemiński
  - Jacek Taylor (sekretarz Rady ECS)
  - Krystyna Zachwatowicz
- przedstawiciele ministra kultury i dziedzictwa narodowego
  - Małgorzata Omilanowska
  - Janusz Steinhoff
  - Edward Nowak
  - Bogdan Wałęsa
- przedstawiciele Samorządu Województwa Pomorskiego
  - Jan Kozłowski
  - Władysław Zawistowski
- przedstawiciel Fundacji Centrum Solidarności
  - Bogdan Lis (przewodniczący Rady ECS)
- przedstawiciel Lecha Wałęsy
  - Krzysztof Pusz
- przewodniczący Kolegium Historyczno-Programowego ECS
  - Bogdan Borusewicz

## Kolegium Historyczno-Programowego ECS
- Bogdan Borusewicz – przewodniczący
- Anne Applebaum
- Monika Chabior[11]
- Krzysztof Czyżewski
- Jacek Fedorowicz
- prof. Andrzej Friszke
- prof. Mirosława Grabowska
- Jolanta Gumula
- prof. Aleksander Hall
- Alicja Knast
- prof. Paweł Kowal
- dr Dominika Kozłowska
- Henryk Majewski
- dr Anna Mazurkiewicz
- prof. Georges Mink
- dr Michał Niezabitowski
- prof. Cezary Obracht-Prondzyński[12]
- prof. Małgorzata Omilanowska
- Alicja Pacewicz
- prof. Janusz Rachoń
- dr Iwona Reichardt
- prof. Dariusz Stola
- dr Anna Strzałkowska[13]
- Barbara Szczepuła
  - Ludwika Wujec